# Orbea ciliata
Orbea ciliata ist eine Pflanzenart aus der Unterfamilie der Seidenpflanzengewächse (Asclepiadoideae). Die Heimat liegt in Südafrika in der Provinz Westkap.

## Beschreibung

### Vegetative Merkmale
Orbea ciliata wächst als ausdauernde sukkulente Pflanze. Die kurzen, niederliegenden bis aufrechten stammsukkulenten Sprossachsen sind etwa 6 cm lang/hoch und besitzen bei einem Durchmesser von 1,5 cm einen vierrippigen Querschnitt. Die spitzen Warzen sind bis 8 mm lang und weit abgespreizt. Die spitzen, kleinen Blätter sind verhärtet.

### Generative Merkmale

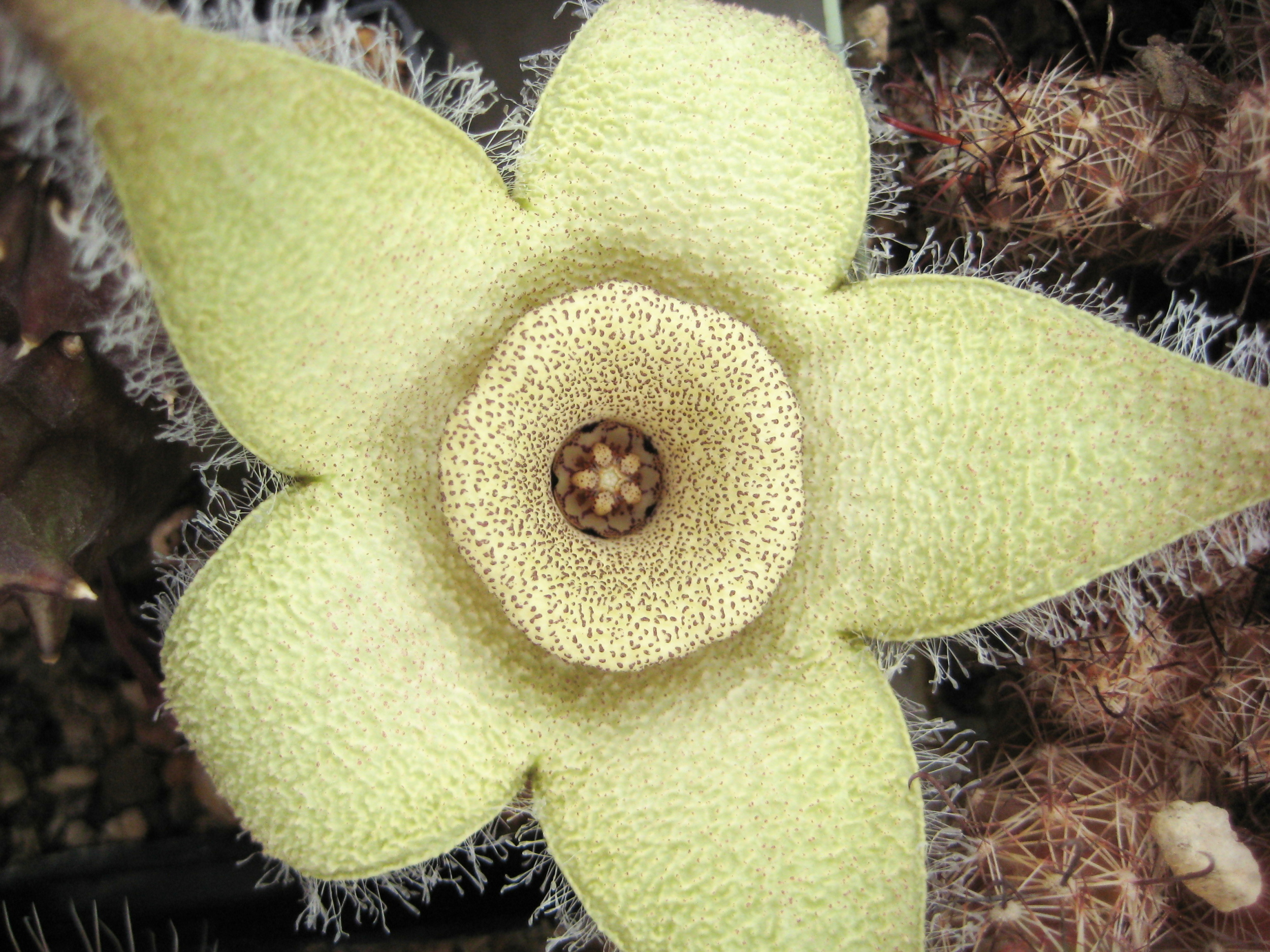
Fünfzählige Blüte mit Krone, Annulus und Nebenkrone

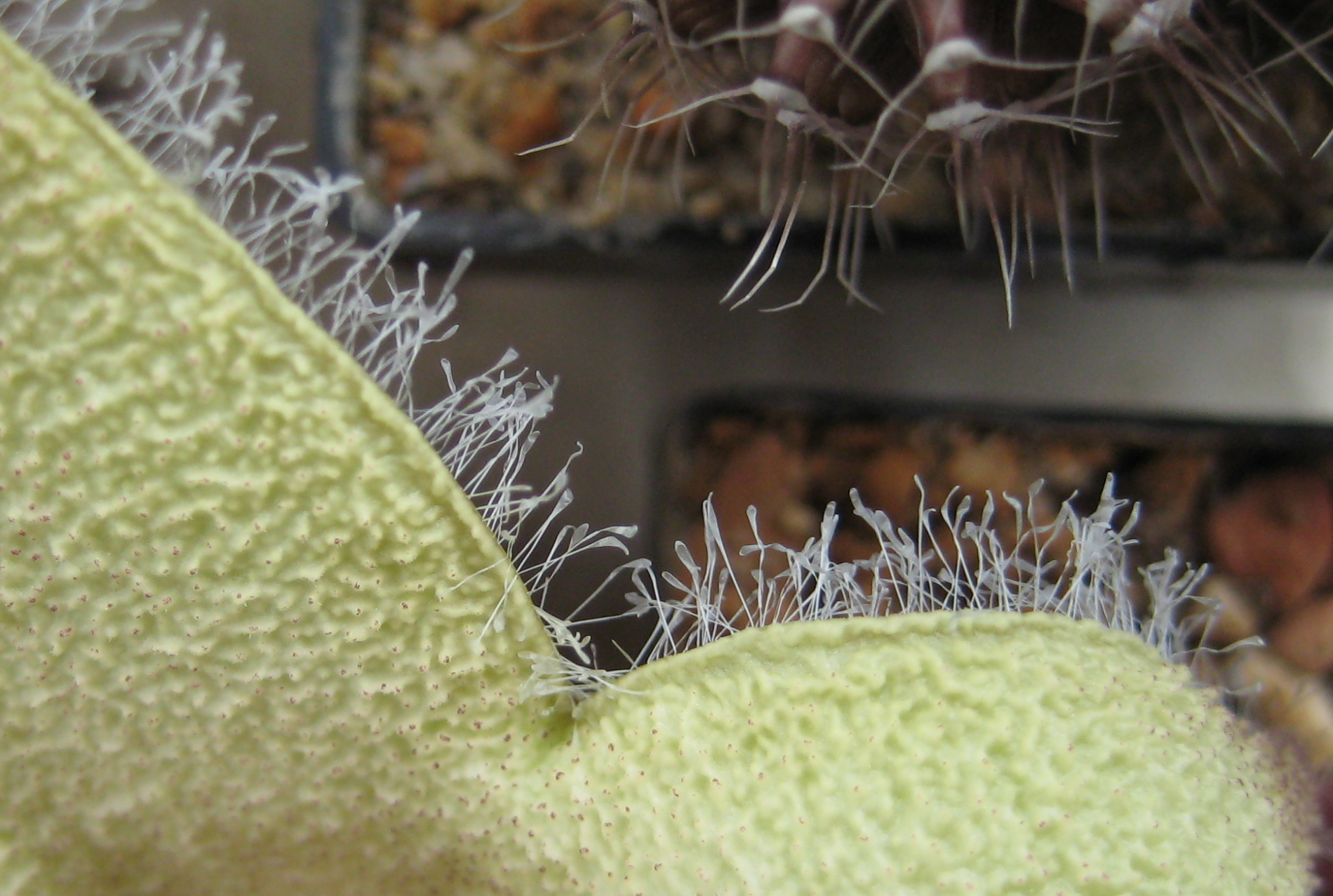
Detailfoto der Haare von den Rändern der Kronblattzipfel

Der Blütenstand weist in der Regel nur eine Blüte auf, selten bildet sich an der Basis des Blütenstandsschaftes eine weitere Knospe aus. Der Blütenstiel weist eine Länge von bis etwa 12 mm lang bei einem Durchmesser von 2 mm auf.
Die zwittrigen Blüten sind fünfzählig und bei einem Durchmesser von 7 bis 8 Zentimeter radiärsymmetrisch sowie flach schüsselförmig ausgebreitet. Sie haben. Die fünf Kelchblätter sind 6 bis 8 mm lang, 3 mm breit und konvex gewölbt. Die fünf Kronblätter sind basal verwachsen, der zentrale Teil trichterförmig. Die Kronröhre ist basal abgeflacht und von einem Annulus (ringartige Struktur) umgeben. Der bis 8 mm hohe, recht massiv und breit trichterförmige Annulus besitzt einen verdickten, abgespreizten, leicht nach außen umgebogenen Rand. Gelegentlich sind sehr stumpfe Zipfel angedeutet. Die kurzen purpurroten Haare sind kurz und steif. Die lanzettlichen Kronblattzipfel messen 3 bis 3,2 cm in der Länge und 1,4 bis 1,7 cm in der Breite. Die außen glatten, innen mehr oder weniger dicht warzig-papillösen Kronblattzipfel sind abgespreizt und die Ränder stark nach außen gebogen. Die Papillen sind zur Spitze zu purpurfarben. Die Ränder sind mit weißen, etwa 3 mm langen, einfachen oder abgeflacht keuligen Haaren (Trichomen) besetzt. Diese sind vibratil (schwingungsfähig). Die Krone ist außen blassgrün und fein purpurrot gepunktet, innen blass grünlichgelb und die Trichterbasis purpurrot.
Die Nebenkrone besitzt eine Höhe von etwa 1,5 cm sowie einen Durchmesser von etwa 4 mm und eine stumpfe, fünfeckige Basis. Die interstaminalen Nebenkronblattzipfel sind blassgelb mit einigen purpurnen Punkten. Sie sind tief schalenförmig, die Zipfel messen 2 × 2 mm und sind annähernd quadratisch. Sie sind abgespreizt und steigen auf. Das obere Ende ist unregelmäßig ausgerandet oder gelegentlich auch mit zwei Zähnen versehen. Die staminalen Nebenkronblattzipfel sind lederfarben mit feinen purpurroten Punkten. Sie sind kürzer als die Staubbeutel. Die an der Basis aufrechten und weiter oben abgebogenen Staubbeutel sind gespitzt und auf dem Rücken bucklig aufgewölbt. Die Öffnung des Nektariums ist relativ groß, flach und tropfenförmig. Die Pollinien messen 0,8 × 0,5 mm und sind breit bohnenförmig oder halbmondförmig.
Die Chromosomenzahl beträgt 2n = 44.

## Vorkommen
Orbea ciliata kommt in der Westkap-Provinz (Südafrika) südlich des 31° Breitengrades vor.

## Systematik
Diese Art wurde 1794 von Carl Peter Thunberg als Stapelia ciliata erstveröffentlicht. Sie wurde lange in die Gattung Diplocyatha gestellt, bevor Leslie Charles Leach (1909–1996) sie unter dem Namen Orbea ciliata in die Gattung Orbea eingruppiert hat.

## Belege